# 城山城 (讃岐国)
城山城（きやまじょう、讃岐城山城）は、讃岐国阿野郡の城山（きやま、現在の香川県坂出市西庄町・川津町・府中町、丸亀市飯山町）にあった日本の古代山城（分類は神籠石系山城）。城跡は国の史跡に指定されている（指定名称は「城山」）。

## 概要
香川県北西部、坂出市・丸亀市にまたがる城山（標高462メートル、瀬戸内海国立公園の一部）の山上に築城された古代山城である。文献に記載が見えない古代山城（いわゆる神籠石系山城）の1つで、現在の山名を冠する城名は後世の命名による。「キヤマ」の山名は、古代に「城」が「キ」と発音されたことの名残とされ、類似地名は他の古代山城でも知られる。現在の山上にはゴルフ場（高松カントリー倶楽部）があり、その敷地内外に山城の遺構として城門・水門・石造加工物等が点在する。
城跡域は1951年（昭和26年）に国の史跡に指定された。近年には古代山城研究会や坂出市教育委員会による調査が実施されている。なお城山東麓では、讃岐国府推定地や式内社の城山神社の立地も知られる。

## 歴史

### 古代

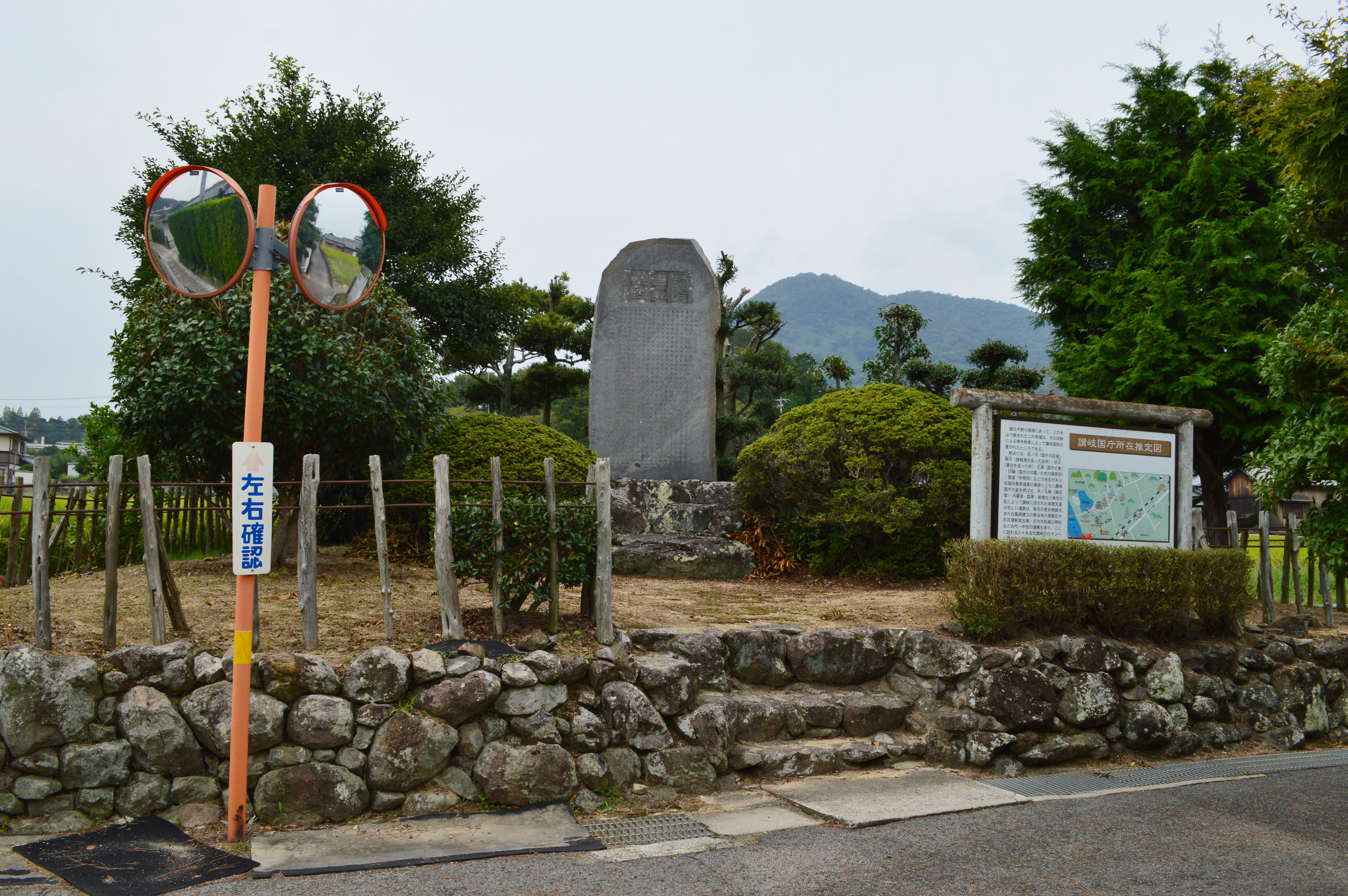
讃岐国府跡碑後背に城山を望む。

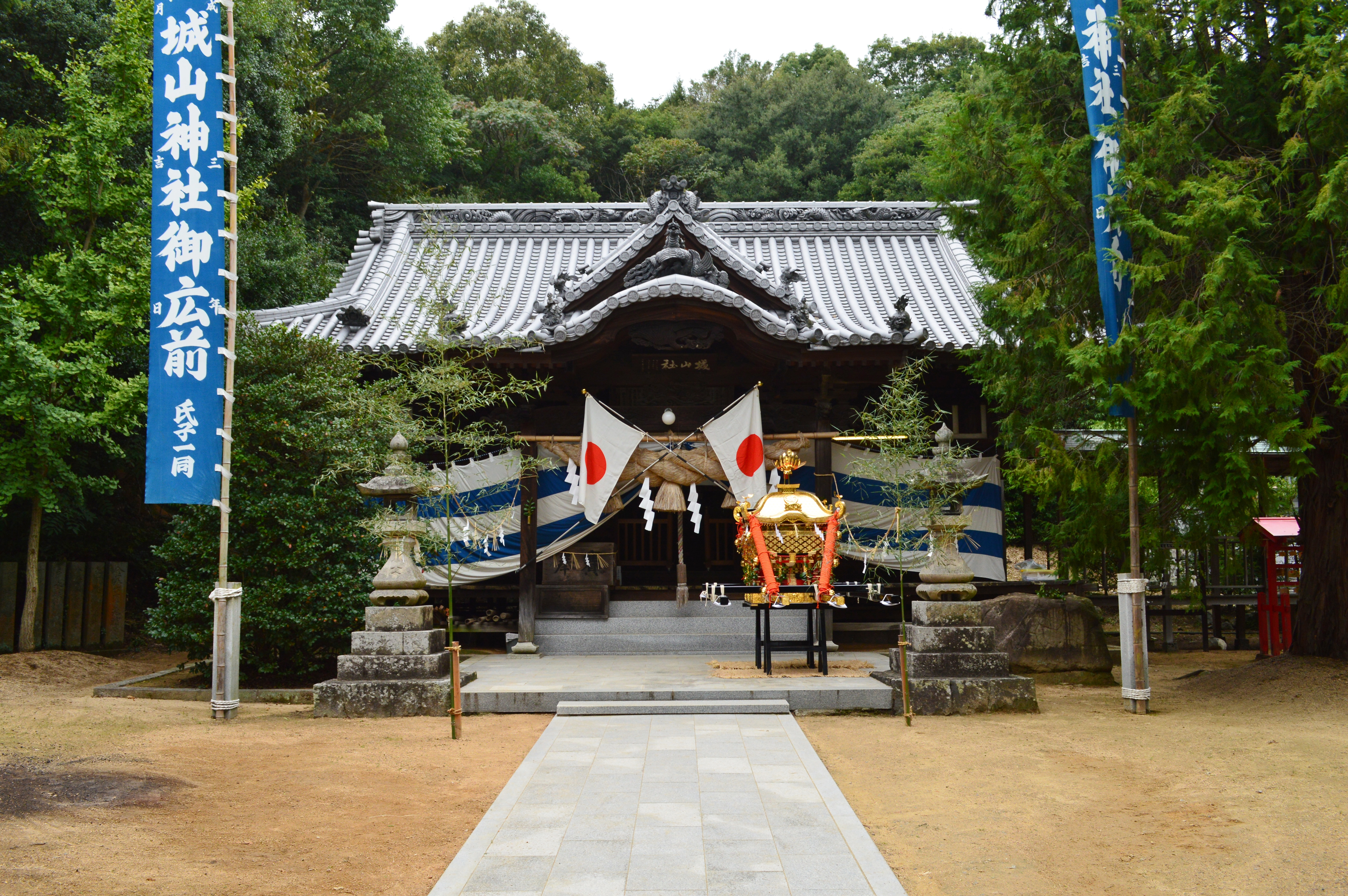
城山神社（坂出市府中町）

城山城は文献上に記載のない城であるため、城名・築城時期・性格等は明らかでない。発掘調査でも出土遺物に乏しいため編年は詳らかでないが、天智天皇2年（663年）の白村江の戦い頃の朝鮮半島での政治的緊張が高まった時期には、九州地方北部・瀬戸内地方・近畿地方において古代山城の築城が見られており、城山城もその1つに比定される。
讃岐国の古代山城としては城山城のほかに屋嶋城（香川県高松市）が知られる。広域的にはその屋嶋城や対岸の鬼ノ城（岡山県総社市）とともに瀬戸内海の監視態勢を取る立地になり、狭域的には讃岐国府・南海道河内駅比定地を抑える要衝になる。なお、屋嶋城の場合には『日本書紀』天智天皇6年（667年）条に「築倭国高安城、讃吉国山田郡屋嶋城、対馬国金田城」と見えるが、特に屋嶋城のみ郡名を記すことから、これを讃岐国内の別の郡の先行城の存在の示唆として、城山城の築城を屋嶋城に先行する時期に推測する説がある。
城山城に関連する古代の施設としては、山麓に鎮座する城山神社（坂出市府中町）が知られる。この神社は、文献上では『日本三代実録』貞観元年（859年）条・貞観7年（865年）条に「城山神」と見えるほか、延長5年（927年）成立の『延喜式』神名帳でも「城山神社」と見え、『菅家文草』では仁和4年（888年）に讃岐国司の菅原道真が降雨祈願をしたとする。中世頃に現在地に遷座するまでは城山山上の明神原遺跡に鎮座したといわれるが、かつては城山城の守護神としても祭祀されたと推測する説や、機能喪失後の古代山城の神聖化を指摘する説もある。

### 近代以降
近代以降については次の通り。
- 1924年（大正13年）、福家惣衛により『史蹟名勝天然記念物調査報告』に「城山城址」として概要報告[4]。
- 1933年（昭和8年）頃以降、城山山上での小規模な開拓の開始[12]。
- 戦後、城山山上での本格的な開拓の開始[12]。
- 1951年（昭和26年）6月9日、「城山」として国の史跡に指定[5]。
- 1954年（昭和29年）9月、城山山上でゴルフ場（高松カントリー倶楽部）が開業[13]。
- 1994年度（平成6年度）、明神原遺跡付近の測量調査（坂出市教育委員会）[14]。
- 1998年度（平成10年度）、水口付近の実測調査（坂出市教育委員会）[14]。
- 2004-2007年度（平成16-19年度）、水口北側石塁の実測調査（坂出市教育委員会）[14]。

## 遺構

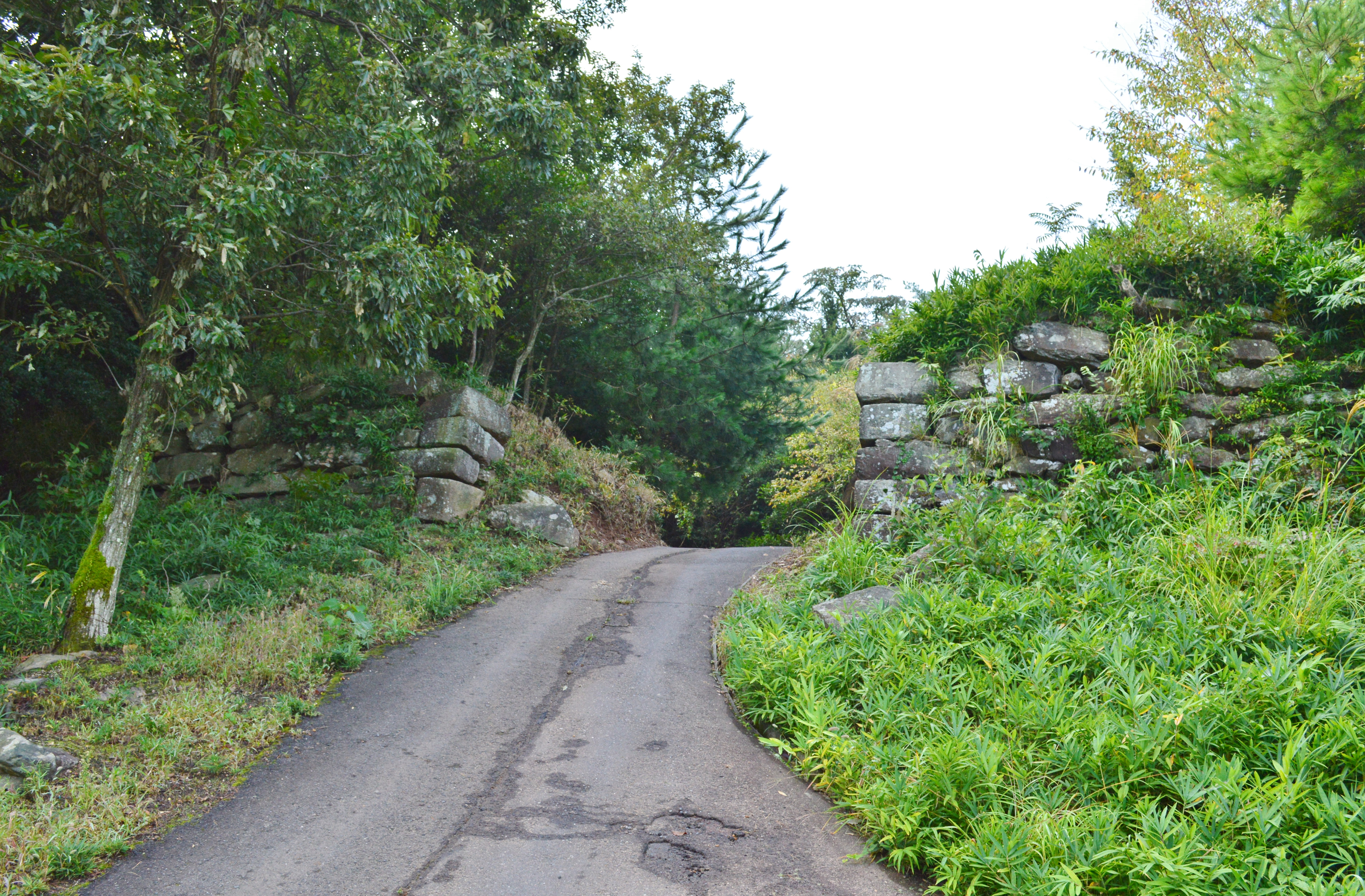
城門

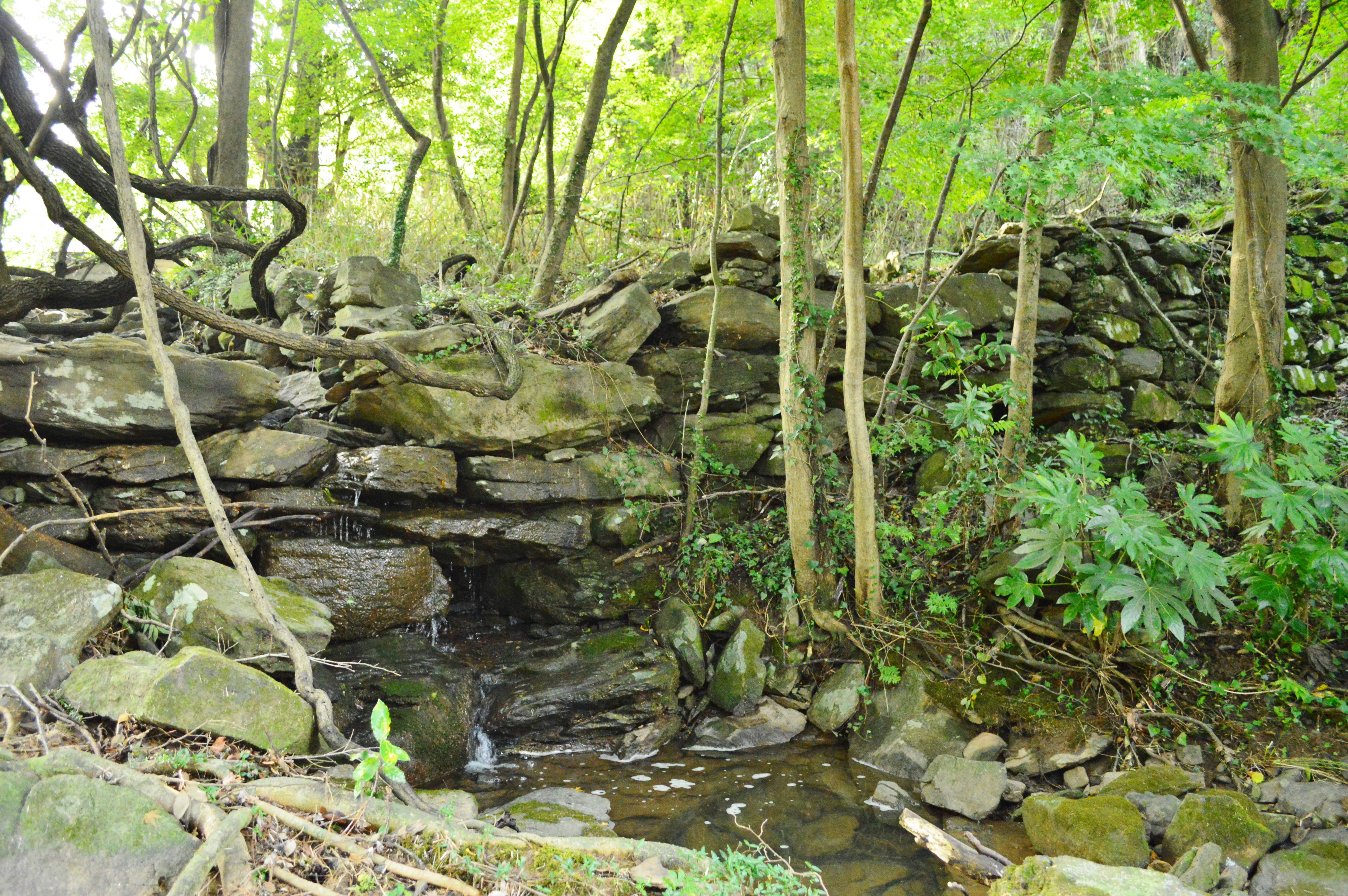
水門（水口）・石塁

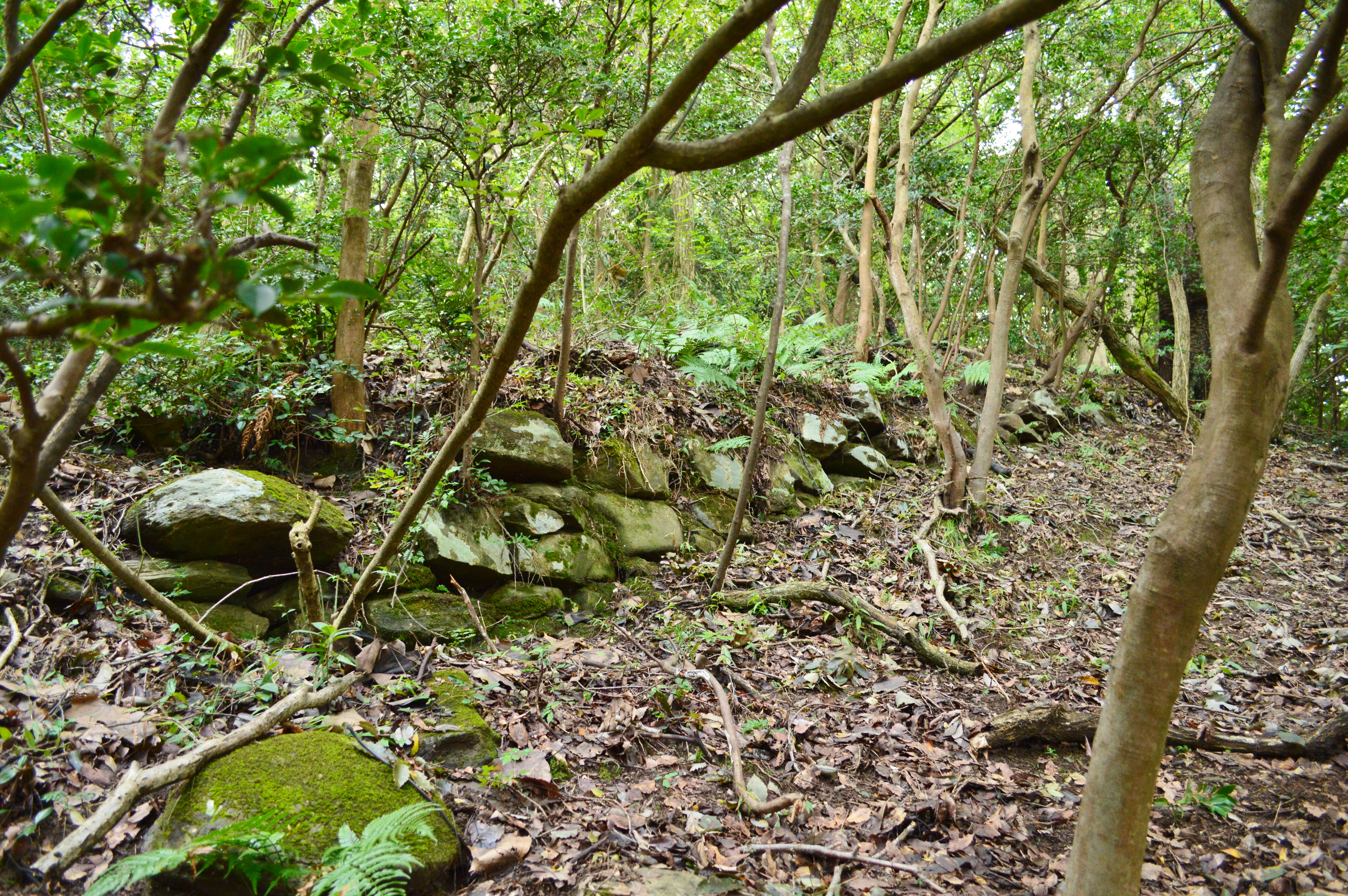
石塁（内郭、山頂付近）

城山は独立山塊で、周辺一帯では最高峰になる。地形は香川県内でよく見られるメサ形のテーブル状溶岩台地で、ほぼ台形をなす。山上は東西・南北約4キロメートルの高原状の平坦地を形成しており、その平坦地周囲に城壁が巡らされる。城は山上平坦地が開ける北西方を防御正面とする。
城壁
城壁は山上において帯状に二重に巡らされ、各城壁は城山長者伝説（後述）により「車道（くるまみち）」と称される。
内側城壁の内郭（第1車道）は、全周約3.5キロメートル。内托式の石塁に土塁が伴い、高さ1.5-2メートル・幅6-7.5メートルを測る。ただし防御正面となる城門両側のみは夾築式の石塁による。
外側城壁の外郭（第2車道）は、全周約4.2キロメートル。防御背面の南東側には巡らない。内托式の土塁で、高さ約1メートル・幅3-3.5メートルを測る。
以上の二重の城壁については、内郭を先行の遺構とし、天智期の築城施策の際に補強として外郭が整備されたとする説がある。
城門
内郭北側に1ヶ所が確認されている（北緯34度17分50.51秒 東経133度53分30.87秒 / 北緯34.2973639度 東経133.8919083度）。門両側の石塁高さは2.8メートル、門道幅は4.4メートルを測る。コーナー部は安山岩の切石の算木積みによる。1918年（大正7年）にこの地から白峰宮境内にマナイタ石が移されたという。しかしその他に城門付近で石造加工物は知られないため、城門の完成は確かではない。
水門（水口）
内郭西側に1ヶ所が確認されている（北緯34度17分44.64秒 東経133度53分27.90秒 / 北緯34.2957333度 東経133.8910833度）。貯水池の池ノ内盆地の入り口に石塁をして形成されている。
石製遺物
城門に関連する石造加工物として、「ホロソ石」・「カガミ石（鏡石）」・「マナイタ石」と称される3種の門礎石が計13個認められている。いずれも城壁線とは関連の無い場所に遺存し、城門としての完成は確かでない（移動途中で放棄か）。
ホロソ石
コ字形刳り形に加工された石（唐居敷）。現時点で計9個。各石でコ字形の長辺は約50センチメートルと類似し、50センチメートル程度の角柱の使用が想定される。ただし各石で断面が多様であるため、組み合わせ・位置などの詳細は明らかでない。なお、サルブチ滝付近のホロソ石は製作途中で放置されたものと見られるが、付近では同等の大きさの石材が散在することから、同地が製作現場であった可能性が指摘される。
カガミ石（鏡石）
扁平な長方形に加工された石。現時点で計2個。
マナイタ石
蹴放しを付して長方形に加工された石。現時点で計1個。前述のように城門から白峰宮境内に移されたもので、長さ2.5メートル・幅1.1メートルを測り、上面に蹴放しが加工される。
明神原遺跡
城山東側にある祭祀遺跡。烏帽子岩を中心に巨石が点在し、上古の磐境とされる。山麓の城山神社の旧鎮座地ともいわれ、菅原道真が降雨祈願をしたのは当地ともいわれる。城山城が営まれた際には守護神として祭祀されたとする説もある。
その他
城山山頂付近では、建物跡と推測されるものとして「礎石群」と呼ばれる石群がある。しかし各石は不定間隔であり、石材上面に平坦面もないことから、近年では単に基盤層の岩盤露出とする説が有力視される。
なお、城山では他にタイバイ山古墳・白砂古墳・弘法寺古墳（坂出市指定史跡）・醍醐古墳群といった古墳の分布も知られる。

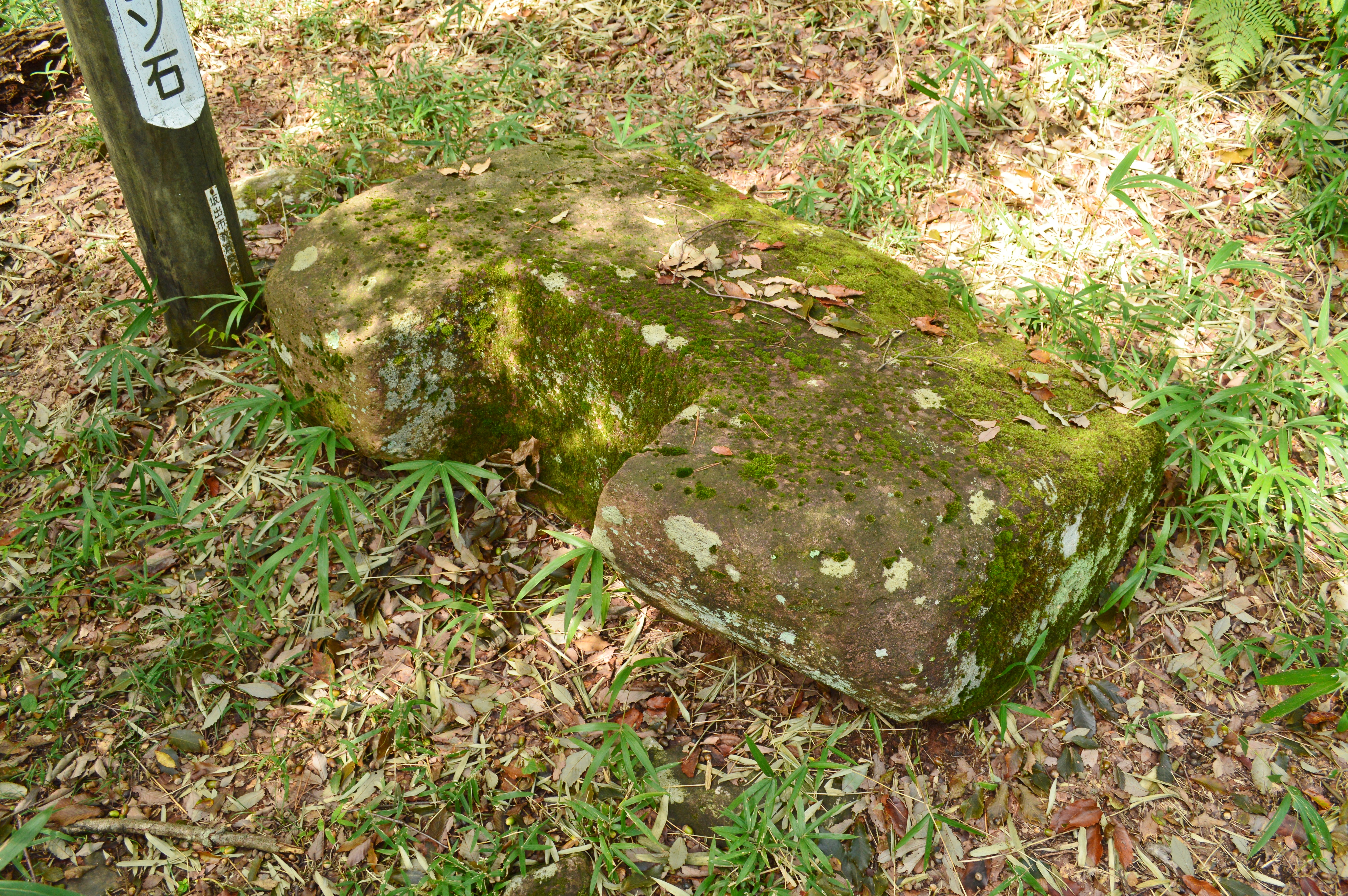
ホロソ石（一本松）
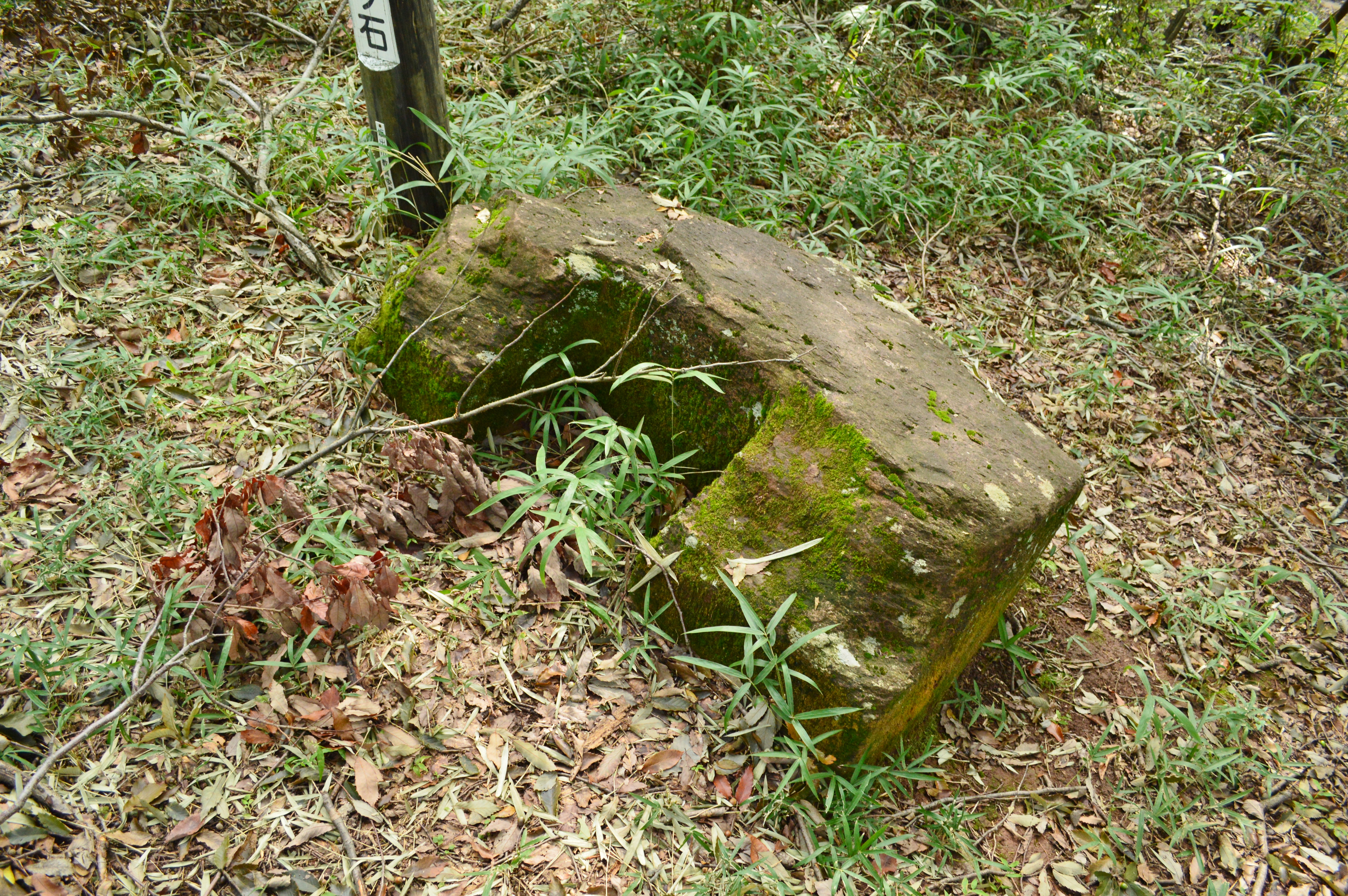
ホロソ石（一本松）
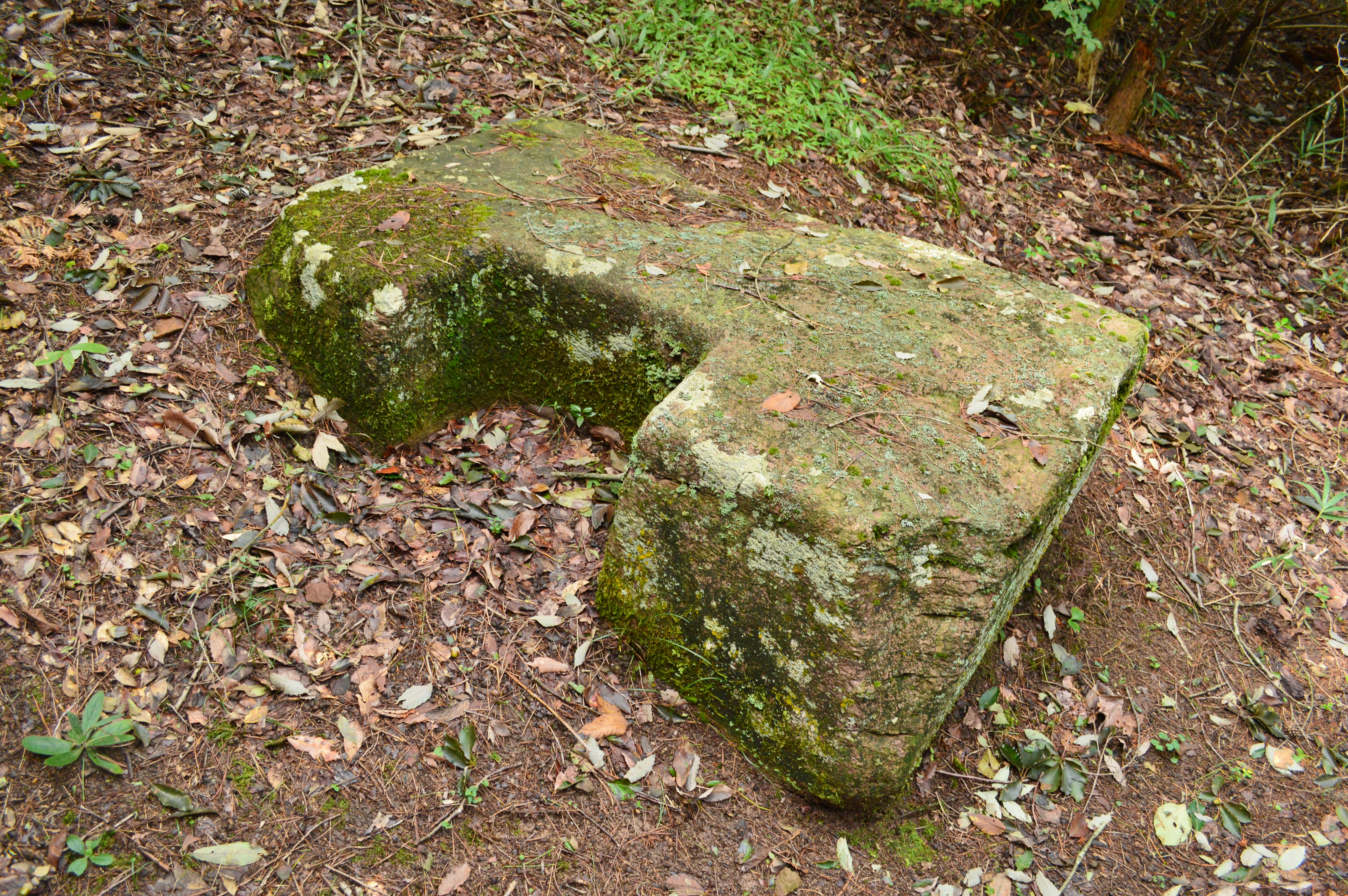
ホロソ石（城門東方下）
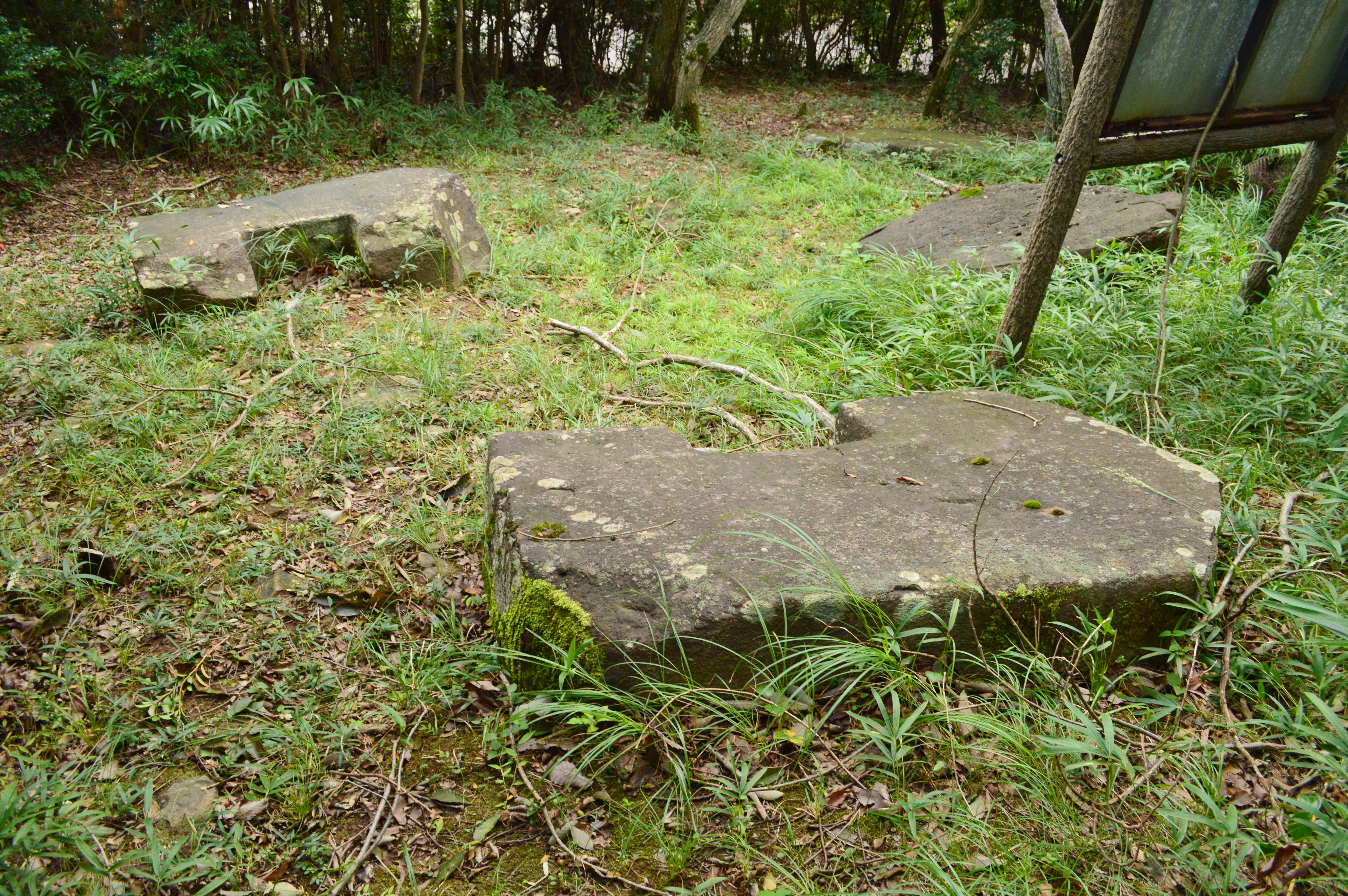
ホロソ石2点（ササキ原）
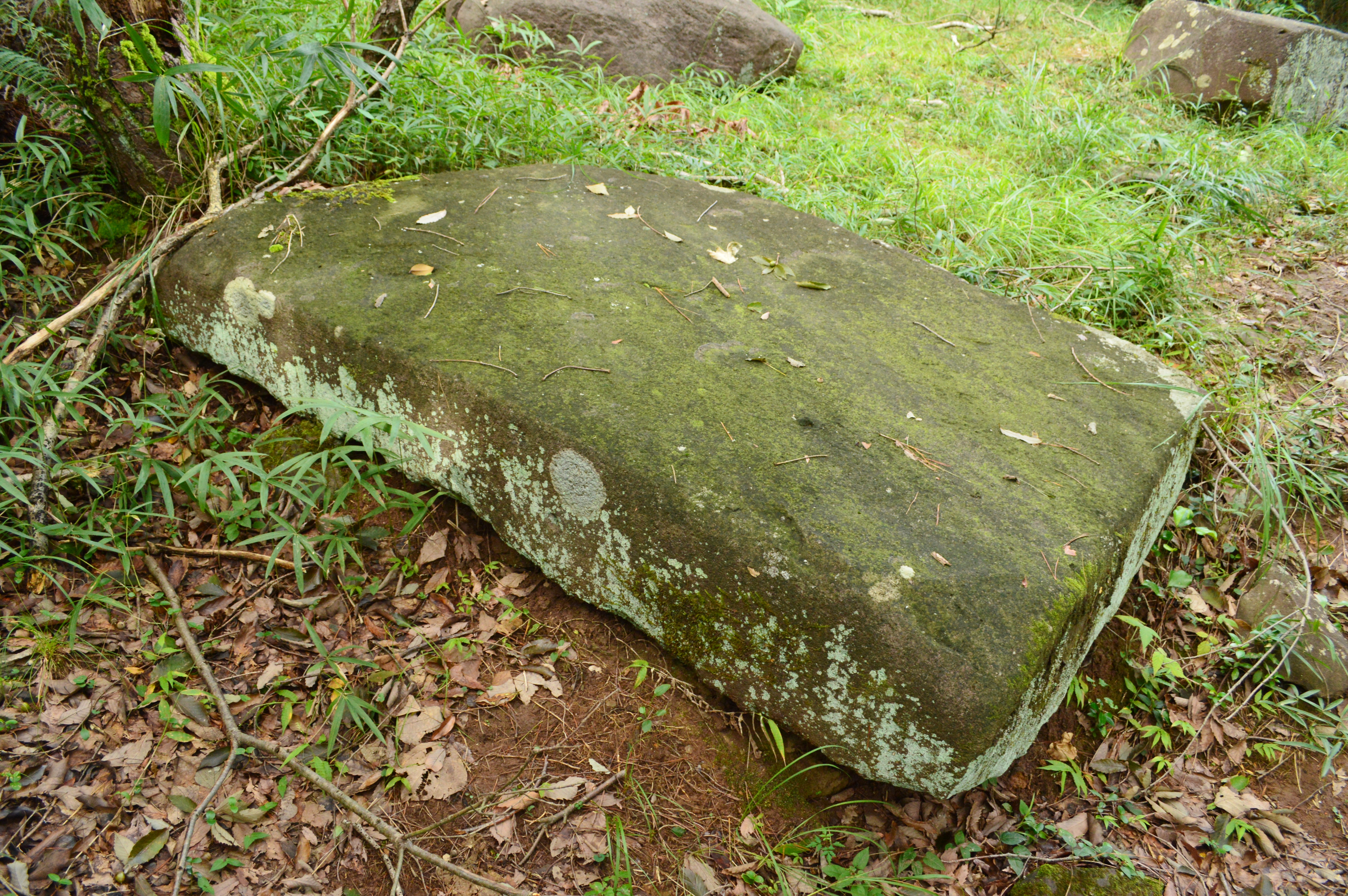
カガミ石（ササキ原）
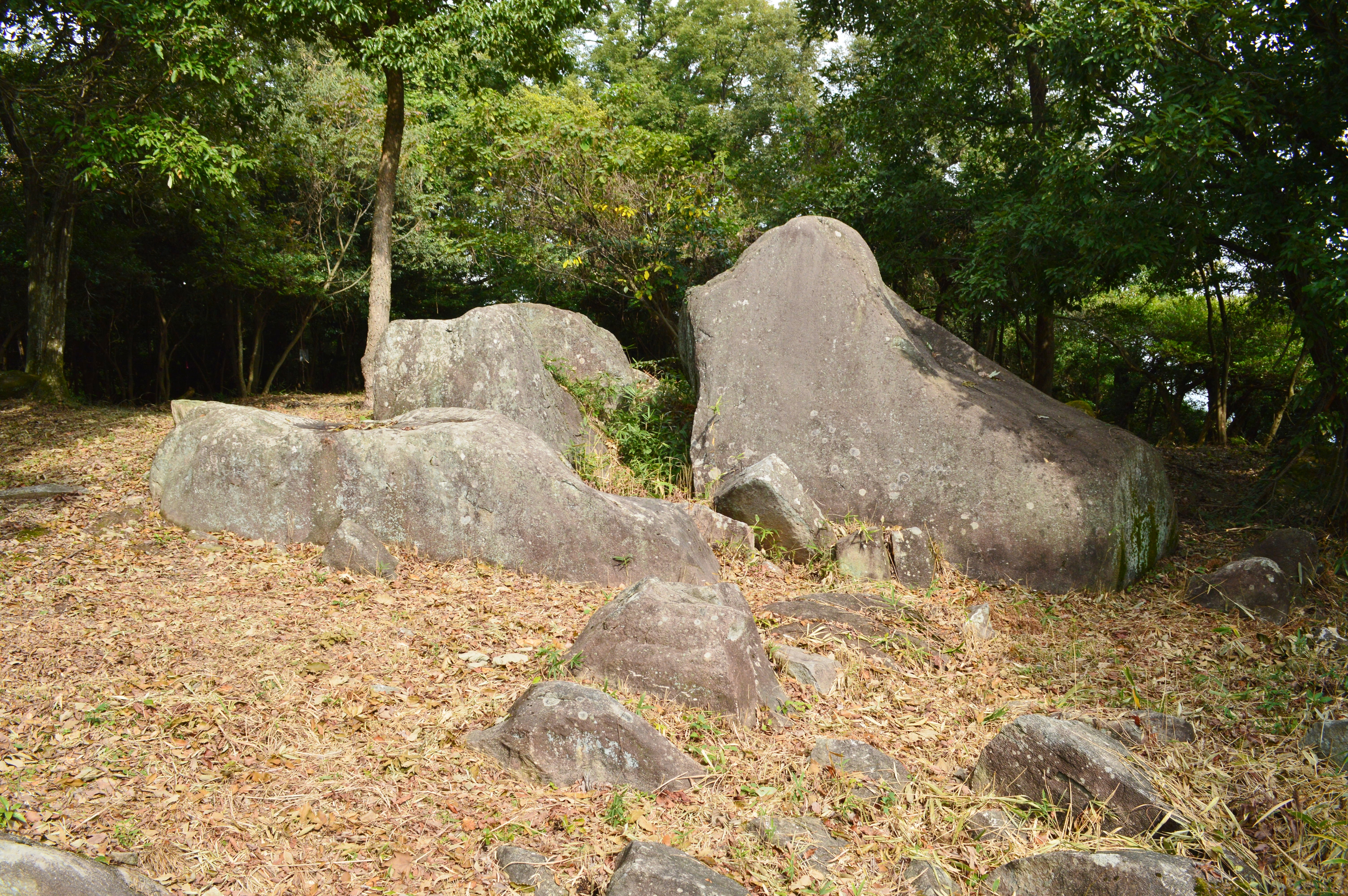
明神原遺跡
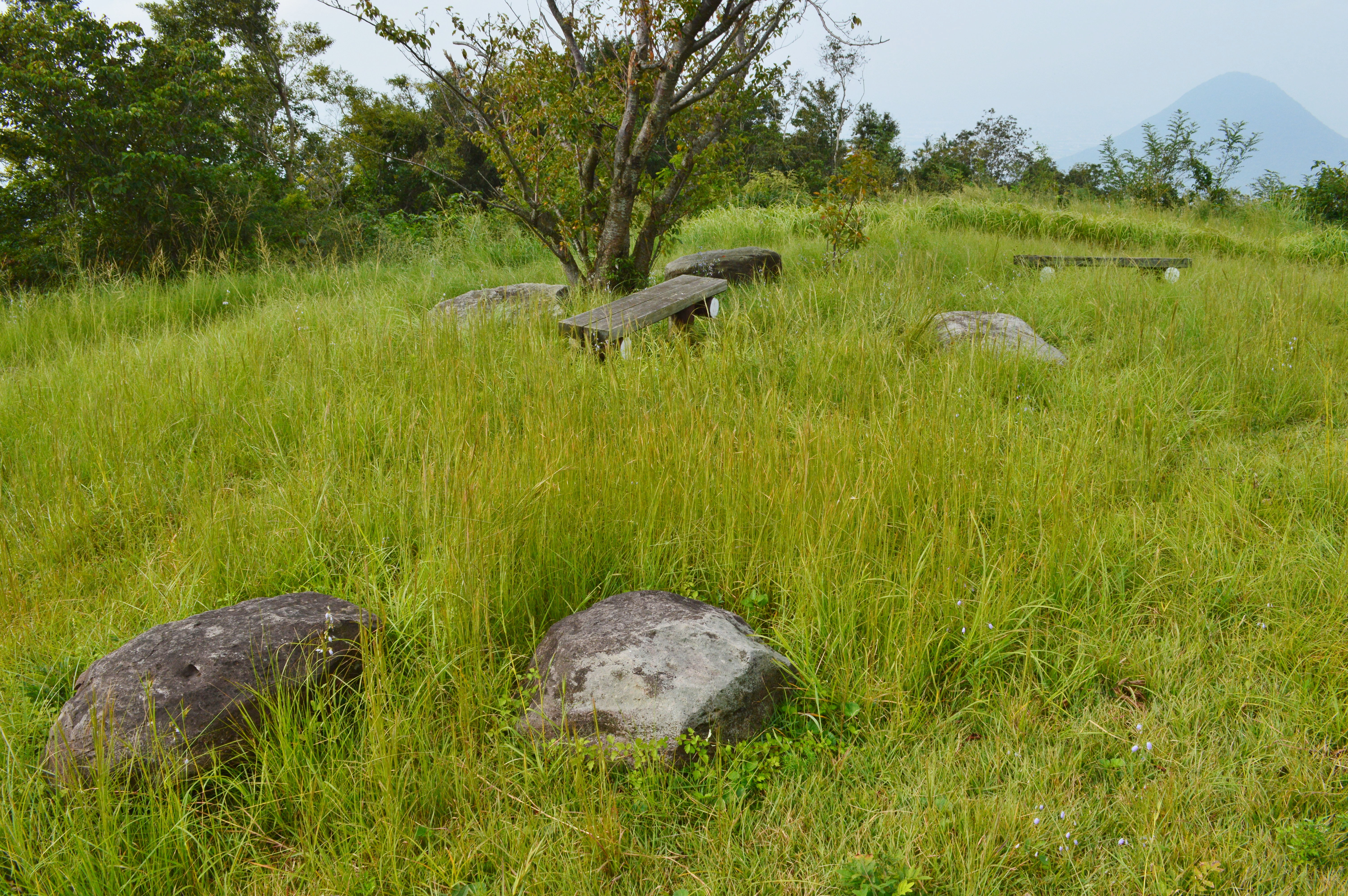
城山山頂の通称「礎石群」

## 文化財

### 国の史跡
- 城山 - 1951年（昭和26年）6月9日指定[5]。

## 伝説
城山では城山長者伝説が知られる。城山長者とは、日本武尊の子で瀬戸内海の悪魚を退治して当地を治めた武殻王（たけかいこおう、讃留霊王）の子孫という人物で、大金持ちの長者であり、城山山頂に屋敷を建てて住んだという。そして足の悪い一人娘が車に乗って散歩できるように道を造ったので、それが今も「車道（くるまみち）」と称されるという。

## 現地情報
所在地
- 香川県坂出市西庄町・川津町・府中町、丸亀市飯山町

交通アクセス
- 四国旅客鉄道（JR四国）予讃線 鴨川駅から、車で約15分[19]

## 関連文献
（記事執筆に使用していない関連文献）
- 『溝婁 6号 -讃岐城山城跡の研究-』古代山城研究会、1996年。
- 「史跡城山」『坂出市内遺跡発掘調査報告書 -平成10年度国庫補助事業報告書-』坂出市教育委員会、1999年。
- 「史跡城山」『坂出市内遺跡発掘調査報告書 -平成16年度国庫補助事業報告書-』坂出市教育委員会、2005年。
- 「史跡城山」『坂出市内遺跡発掘調査報告書 -平成18年度国庫補助事業報告書-』坂出市教育委員会、2007年。